# Rhopalosiphum niger
Rhopalosiphum niger är en insektsart som beskrevs av Richards 1960. Rhopalosiphum niger ingår i släktet Rhopalosiphum och familjen långrörsbladlöss. Inga underarter finns listade i Catalogue of Life.